# Skyhub PAD
Skyhub PAD ist eine deutsche virtuelle Fluggesellschaft mit Sitz und Basis am Flughafen Paderborn-Lippstadt.

## Geschichte
Die Gesellschaft wurde Anfang 2025 durch einen Zusammenschluss lokaler Unternehmer ins Leben gerufen. Der Grund dafür war der ab Juni 2025 geplante Wegfall der Lufthansa-Verbindung zwischen Paderborn-Lippstadt und dem Flughafen München, welcher die lokalen Unternehmen vor Probleme stellen würde.
Bei der Idee und dem Start der Initiative waren Landrat Christoph Rüther, der auch Aufsichtsratsvorsitzender des Flughafens Paderborn ist, und der Bundestagsabgeordnete Carsten Linnemann entscheidend beteiligt. Mittlerweile sind mehr als 40 lokale Unternehmen an dem Projekt beteiligt, so konnte das benötigte Startkapital auch problemlos aufgetrieben werden.
Ziel der neuen Fluggesellschaft ist zunächst, die Verbindung zwischen Paderborn und München aufrechtzuerhalten, bei Erfolg könnten perspektivisch noch weitere Ziele in den Flugplan aufgenommen werden.
Im April 2025 gab die Gesellschaft bekannt, dass mit der dänischen Fluggesellschaft DAT ein operativer Partner gefunden ist. Der Flugbetrieb wird am 1. September 2025 starten. Die Flüge sind auf allen gängigen Plattformen buchbar.

## Flugziele
Bislang ist die einzige geplante Verbindung der Gesellschaft die Route Paderborn – München.

## Flotte
Als virtuelle Fluggesellschaft ohne eigenes Luftverkehrsbetreiberzeugnis (AOC) hat Skyhub PAD keine eigene Flotte. Alle Flüge sollen von der dänischen Fluggesellschaft DAT mit Flugzeugen des Typs ATR 72 durchgeführt werden.